# Megan Burnsová
Megan Burnsová (nepřechýleně Megan Burns, vystupující též pod uměleckým jménem Betty Curse; * 25. června 1986 Liverpool) je britská herečka, zpěvačka a hudebnice.

## Kariéra

### Herecká
Megan Burnsová se narodila v Liverpoolu. Když jí bylo 11 let, tak ji babička přivedla do hereckých kurzů. Poté jí režisér Stephen Frears nabídl roli ve filmu Liam z roku 2000. Za ztvárnění role Theresy obdržela Cenu Marcella Mastroianniho pro mladé herce na Benátském filmovém festivalu.
V roce 2002 ji obsadil Danny Boyle do antiutopického hororu 28 dní poté. Zahrála si roli Hannah, která jako jedna z mála unikla smrtící nákaze, která postihla Velkou Británii. Zatím posledním filmem, v němž se Megan Burnsová objevila, je krátkometrážní psychologický horor In2ruders z roku 2018.

### Hudební
Ve své pěvecké dráze vystupuje Megan Burnsová pod pseudonymem Betty Curse, který pro ni zvolilo vydavatelství Island Records. Jejím prvním singlem byla dvojice písní "Met on the Internet" a "Excuse All the Blood" z 29. května 2009. První album Hear Lies bylo vydáno 31. října 2006 prostřednictvím internetové aplikace iTunes. V roce 2007 pak vyšlo na CD pod názvem Here Lies Betty Curse.

## Filmografie
- 2000 Liam
- 2002 28 dní poté
- 2018 In2ruders

## Discografie

### Alba
- 2006 Hear Lies
- 2006 Here Lies Betty Curse

### Singly
- 2006 "Excuse All the Blood"
- 2006 "God This Hurts"
- 2006 "Girl with Yellow Hair"
- 2007 "Do You Mind (If I Cry)"